# Micrathyria surinamensis
Micrathyria surinamensis is een libellensoort uit de familie van de korenbouten (Libellulidae), onderorde echte libellen (Anisoptera).
De wetenschappelijke naam Micrathyria surinamensis is voor het eerst geldig gepubliceerd in 1963 door Geijskes.